# 三丁酸甘油酯
三丁酸甘油酯是一种有机化合物，分子式C
15H
26O
6，可看作是一分子甘油与三分子正丁酸形成的三酸甘油酯，可用作人造奶油的配料。